# محمدحسن قدیری ابیانه
محمدحسن قدیری ابیانه (زادهٔ ۱۳۳۲) دیپلمات اصولگرای ایرانی است که سفیر ایران در استرالیا و مکزیک بوده‌است. وی مدیر انجمن نخبگان جهان اسلام، عضو شورای بین‌الملل پژوهشگاه فرهنگ و اندیشه اسلامی است. وی در انتخابات ۱۳۹۲ و ۱۴۰۳ با حضور در وزارت کشور ، اعلام نامزدی کرد ولی که صلاحیتش به تایید شورای نگهبان نرسید. 

## آثار
- "آیا محمد یک پیامبر است؟" به زبان انگلیسی (نام اصلی: ?Is MOHAMMAD A PROPHET)

این کتاب از آثار برگزیده در اولین جشنواره فرهنگی هنری اهل بیت( جایزه بزرگ پیامبر اعظم) است.

## جنجال‌ها

### درگیری در هنگام ثبت نام برای نامزدی ریاست جمهوری
وی از نامزدان انتخابات ریاست‌جمهوری ایران (۱۳۹۲) بود که صلاحیتش به تایید شورای نگهبان نرسید. او هنگام ثبت نام در ستاد انتخابات وزارت کشور، پس از سخنرانی اسفندیار رحیم مشایی، احمدی‌نژاد را به تبلیغ برای مشایی در سفرهای استانی و برنامه‌های مختلف و هزینه کردن میلیاردها تومان از پول بیت المال برای اینکار متهم کرد و علاوه بر آن، اسنادی را علیه مشایی منتشر نمود که در دوران سفارتش، مشایی تهدید نموده بود که او مانع نمایش مجسمه های تمام برهنه در نمایشگاه رسمی ایران در مکزیک نشود گرچه او در پاسخ، هم مجسمه ها را به عنوان نماینده تام الاختیار ایران در مکزیک جمع نمود و هم علیه مشایی اعلان جنگ نمود.

### درگیری در دانشگاه فرهنگیان
در اردیبهشت ۱۳۹۶ قدیری ابیانه در یک نشست دانشجویی در دانشگاه فرهنگیان، با ریاست حراست دانشگاه که حامی روحانی و خاتمی بود درگیر شد. به گزارش ایسنا این حادثه از درگیری با معاونت حراست دانشگاه که به ابیانه به علت پاره کردن عکس سیّد محمّد خاتمی تذکر داده‌بود شروع شده و قدیری ابیانه بی توجه به تذکر وی، اصرار به نصب عکس سیّد ابراهیم رئیسی نیز داشت.

## اظهار نظرها

### دلیل گرانی‌ها جنگ روسیه و اوکراین است نه دولت رئیسی
قدیری ابیانه در پاسخ به تورم شدید و گرانی شدید اجناس در دولیت ابراهیم رئیسی با اینکه «حتی صدای بخشی از جریان اصولگرایی هم درآمده است» گفت، «هر کسی می‌تواند به روندها اعتراض کند و حتی از حمایتش از کارش ابراز پیشیمانی کند. کمااینکه خیلی‌ها بعد از رای به حسن روحانی آشکارا گفتند که‌ای کاش این کار را نمی‌کردند. هیچ کس دولت رئیسی را به فساد و ... متهم نمی‌کند و فقط مسئله گرانی‌ها است که هیچ ربطی به دولت رئیسی ندارد و به جنگ روسیه و اوکراین و کاهش ارزش پول ملی بر می‌گردد که باید گفت، بخش زیادی از کاهش ارزش پول ملی به خاطر مردم است، هیچ کس نمی‌تواند دولت رئیسی را مسبب بالا رفتن قیمت‌ها بداند.»

### این همه آدم سکته می‌کنند، مهسا امینی هم یکی از آنها
وی در مقابله با اعتراضات گفت، گلایه‌ام از قوه قضائیه این است که چرا آن‌هایی را که می‌گفتند «مهسا امینی کشته شد» پای میز محاکمه نمی‌کشد؟ این همه آدم در سال سکته می‌کنند، مرحوم امینی هم یکی از آنها.اتفاقا تا آنجایی که من دیدم، گشت ارشاد سعی می‌کند خیلی محترمانه برخورد کند. اما وقتی به شخصی می‌گوید سوار ماشین گشت شود و آن شخص مقاومت می‌کند، باید با او چه برخوردی داشته باشند؟ یا وقتی به فردی تذکر رعایت حجاب می‌دهند و او به پلیس هم می‌گوید که به شما ربطی ندارد، چه باید بکنند.

### FATF برای جاسوسی است
وی در مصاحبه خود با آن نیوز گفت، برجام و FATF پوشش‌هایی برای جاسوسی از ایران است.

### پیروی از ولایت تنها راه نجات كشور است
قدیری ابیانه در همایش ولایت پذیری، استكبار ستیزی در مسجد الغدیر گناوه گفت، آحاد ملت باید مواظب و مراقب نفوذ دشمن باشند. پیروی از ولایت و اجرای اقتصاد مقاومتی تنها راه نجات كشور است.